# Batouala
Batouala est le titre d'un roman publié en mai 1921 qui a reçu le prix Goncourt la même année. Son auteur, René Maran, est le premier écrivain noir à avoir reçu, en France, un prix littéraire important.
Batouala, premier roman de son auteur, écrit dans un style naturaliste, expose les mœurs et traditions d'une tribu d'Oubangui-Chari (Afrique-Équatoriale française), dirigée par le chef nommé Batouala.
L'ouvrage contient une critique du colonialisme français, notamment dans sa préface qui fait date par son réquisitoire contre les excès du colonialisme français. Mais Maran, lui-même fonctionnaire de l'administration coloniale (de 1910 à 1923), ne dénonce pas le colonialisme en tant que tel.
Batouala a également été perçu, a posteriori, comme un roman précurseur de la négritude.

## Le roman

### Cadre
Le roman, nourri de références détaillées, se déroule en Oubangui-Chari (actuelle République centrafricaine), dans le pays banda, précisément dans la subdivision de Grimari, entre les hauteurs (Kagas) que sont le Kaga Kosségamba, le kaga Gobo et le kaga Biga. Les personnages évoluent dans des villages mais aussi dans la brousse, omniprésente.
Batouala, grand chef du pays banda, excellent guerrier et chef religieux, est devenu vieux. Le roman s'attache au début à ses pensées ordinaires (comme celle de savoir si se lever vaut désormais la peine), mais aussi à son point de vue sur la colonisation, les coutumes et la vie en général. Chargé d'une importante cérémonie, la fête des « Ga'nzas », il se méfie d'un concurrent en amour, le jeune et fougueux Bissibi'ngui, qui cherche à séduire sa favorite, Yassigui'ndja. La mort du père de Batouala lors de la fête engendre des tensions au terme desquelles Yassigui'ndja se voit attribuer la responsabilité de cette mort, hâtant le projet d'assassinat que Bissibi'ngui nourrit à l'encontre de Batouala. Au cours d'une chasse, Batouala est gravement griffé par une panthère. Il agonise alors longuement, témoin de la dilapidation de ses biens et du départ de ses femmes, dont sa favorite qui part avec Bissibi'ngui.

### Résumé
Le résumé ci-dessous se fonde sur l'édition définitive de Batouala, publiée en 1938, qui comporte 13 chapitres : l'édition originale ne comporte que 12 chapitres.
La préface, qui évoque les conditions de l'élaboration du roman et son contexte, critique de façon acerbe les excès du colonialisme et appelle les Français de métropole, notamment les intellectuels, à mettre fin aux abus .
Le chapitre 1 introduit le personnage de Batouala le « mokoundji », à travers une scène de réveil matinal au côté de sa favorite Yassigui'ndja ; il décrit longuement, de façon comique, le chien Djouma.
Le chapitre 2 présente la scène de la matinée où le partage des tâches se fait entre Batouala et Yassigui'ndja. S'ensuit alors un passage de réflexion sur les Blancs, exploiteurs étranges et inquiétants. Le déroulement de la journée continue avec un dialogue entre d'autres villages par tam-tams interposés au sujet de l'organisation de la fête des « Ga'nzas ». Le chapitre se clôt sur un panoramique nocturne après l'introduction du rival de Batouala, Bissini'ngui.
Le chapitre 3 présente plus en avant le personnage de Yassigui'ndja et expose la situation amoureuse de Batouala qui vit en également avec huit autres compagnes. On apprend par la suite que Yassigui'ndja s'éprend de Bissini'ngui et doit le rencontrer mais elle le surprend avec une autre femme ; décidant de repartir, elle est surprise par une panthère et ne doit son salut qu'à l'arrivée de Batouala et de son rival. Batouala commence dès lors à avoir des soupçons.
Le chapitre 4 prend place trois jours avant la fête ; au cours d'une joute verbale, Yassigui'ndja s'attaque à sa rivale I'ndouvoura au sujet de Bissini'ngui. Il se clôt sur une scène de tempête richement détaillée qui laisse place à la nuit et au calme sur un nouveau panorama.
Le chapitre 5 voit se réunir tous les villages de la région pour la fête des « Ga'nzas », s'ensuivent de longues palabres sur l'exploitation coloniale et le mépris des Blancs à leur encontre.
Le chapitre 6 décrit la fête rituelle des « Ga'nzas » qui marque le passage à l'âge adulte des garçons et des filles. L’apogée de la cérémonie est la circoncision et l'excision des jeunes aux rythmes des incantations, danses, chants et instruments traditionnels. À la suite de cette scène décrite dans les moindres détails, les participants sont dispersés par des agents coloniaux revenus tout juste en poste et le père de Batouala est retrouvé mort, sans doute en raison d'une trop forte ingestion d'alcool rituel.
Le chapitre 7 présente la cérémonie funèbre du père de Batouala et développe une longue réflexion sur l'importance de la coutume, fruit de la sagesse des anciens. Batouala y assiste en compagnie de son rival, tous deux mûrissent des plans de vengeance et sont conscients de la réciprocité de leurs desseins.
Le chapitre 8 développe le personnage de Bissini'ngui à travers l'épisode d'une rencontre avec Yassigui'ndja. S'ensuit une longue discussion où l'on apprend que cette dernière est jugée responsable de la mort du père de Batouala et se sent donc en danger de mort. Elle promet alors fidélité à Bissini'ngui, lui demandant de fuir avec elle mais celui-ci lui propose d'attendre la fin des chasses, Bissini'ngui nourrissant le projet de rejoindre la milice à Bangui.
Le chapitre 9 présente Bissini'ngui en pleine réflexion nocturne sur le moyen d'assassiner son rival Batouala. Alors qu'il suit un sentier, il use de sa capacité à lire la brousse pour trouver son chemin et tombe nez à nez avec Batouala, sa mère et son chien.
Le chapitre 10 voit Batouala, complètement ivre, livrer ses secrets sur les mythes bandas à son rival, non sans quelques menaces. L'entrevue est interrompue par l'arrivée d'habitants perdus d'un village voisin, le projet de meurtre est remis à plus tard.
Le chapitre 11 décrit le processus de la chasse, détaille les méthodes de traque et de capture, les différents animaux, évoque une histoire singulière sur un Blanc chasseur de M'balas (éléphants) et s'achève sur le signal du début de chasse : un grand feu pour précipiter les animaux à la merci des chasseurs.
Le chapitre 12 décrit la scène de chasse, les bienfaits du feu et les différents rôles des chasseurs. En plein massacre, une panthère surgit ; se jetant de côté pour éviter la bête, Bissini'ngui évite de justesse la sagaie que Batouala lui avait lancée. En réaction à ce jet, la panthère blesse au ventre Batouala d'un coup de patte et s'enfuit.
Le chapitre 13 suit enfin la longue agonie de Batouala, implacable malgré tous les soins plus ou moins magiques apportés et au terme desquels est évoqué le partage de ses biens et de ses femmes. Le grand chef s'éteint sur des dernières paroles blâmant les Blancs et leur travail forcé pendant que Bissini'ngui et Yassigui'ndja s'unissent dans des étreintes amoureuses avant de s'enfuir dans la nuit.

### Personnages
Batouala, le personnage principal, est chef (mokoundji) de plusieurs villages, grand chasseur, guerrier aux nombreuses conquêtes. Il  défend la coutume ainsi que la tradition et critique les colons.
Yassigui'ndja, son épouse favorite, intelligente, belle et fidèle, joue un rôle central dans le récit. Malgré l'affection qu'elle porte à son mari (tout en tolérant sa pratique polygamique), elle finit par s'éprendre de Bissibi'ngui plus jeune et plus dynamique.
Bissibi'ngui, excellent guerrier, fin chasseur et d'une grande beauté, s'éprend de Yassigui'ndja. Par la suite, il ne cesse de réfléchir au moyen de tuer son rival afin de fuir avec elle à Bangui.
Les Bandas  sont l'ethnie des villages sous l'autorité de Batouala. Ils interviennent notamment à travers le son omniprésent des tam-tams et d'autres instruments qui rythment le récit, dans la scène de la fête des « Ga'nzas » et lors des chasses. Le roman présente de nombreuses scènes de palabres avec Batouala.
Djouma, chien de Batouala est présent dans le récit. De nombreux passages adoptent en effet le point de vue de Djouma, témoin clandestin de nombreuses scènes. Il bénéficie entre autres d'un traitement relativement comique.
Les administrateurs coloniaux incarnent les maux et la brutalité que dénonce René Maran. Absents physiquement de la plus grande partie du récit, ils n'interviennent que pour disperser les Bandas, refusant en revanche leur aide lorsqu'ils sont sollicités. Ils sont surtout présents par les réflexions de Batouala et  les palabres des Bandas. Ils sont généralement dépeints comme absurdes et cruels.

## Contexte

### L'Oubangui-Chari
Batouala, nourri de l'expérience personnelle de l'auteur, se déroule en Oubangui-Chari, l'une des quatre colonies relevant du Gouvernement Général de l'Afrique-Équatoriale française et dans laquelle René Maran a œuvré en tant que fonctionnaire de l'administration coloniale. Il décrit, dans la préface, le lieu exact de l'action au moment de l'écriture (avant les changements administratifs successifs dans les années suivantes) : la circonscription (équivalent d'un département) de la Kémo (dont le chef-lieu, Fort-Sibut ou Krébédjé est situé à environ 190 km au nord de Bangui) et plus précisément, dans la subdivision (équivalent à une sous-préfecture) de Grimari (située à 120 km environ à l'est de Fort-Sibut). La colonisation de la zone se fait à la suite de la découverte du fleuve Oubangui par des explorateurs belges. Le territoire ainsi découvert est alors partagé entre la France et la Belgique de part et d'autre du fleuve, celui-ci marquant la frontière entre les deux puissances coloniales. L'Oubangui-Chari devient une colonie en 1906 et est intégrée à l'Afrique-Équatoriale française en 1910. La zone est peuplée de l'ethnie Banda, victime de travaux forcés dans le cadre du régime des compagnies concessionnaires (17 entreprises disposent de 50 % de l'Oubangui-Chari, qui reste possédé par l'État), pour l'exploitation de l'hévéa par exemple. Basé sur des sociétés sans réelle envergure financière et purement spéculatives, le système périclite après la Première Guerre mondiale et l'État prend le relais, tout en conservant les mêmes pratiques brutales dénoncées notamment dans la préface de Batouala. La colonisation du territoire s'appuie à l'origine sur le thème de la mission civilisatrice avec une volonté affichée par la France de lutter contre l'esclavage puisque la zone est intégrée au circuit de la traite atlantique depuis le XVIIIe siècle.

### L'écriture deBatouala

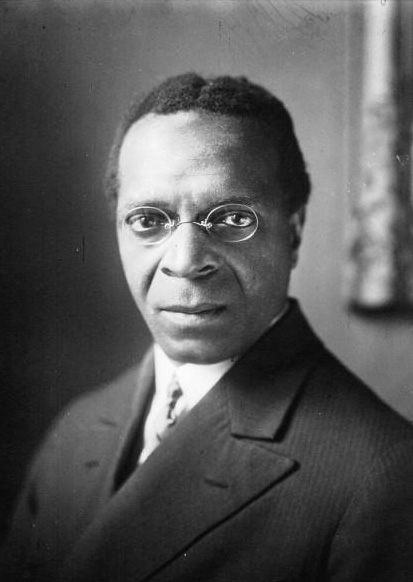
René Maran en 1930.

L'écriture de Batouala est liée à l'expérience de Maran en tant qu'administrateur colonial. La rédaction dure près de cinq ans. Elle débute le 3 novembre 1912, date connue par une lettre de Maran à un ami éditeur. L'auteur est alors en poste en Afrique subsaharienne. Il veut décrire la vie quotidienne d'un chef de tribu dans un « style exact et minutieux ». Début 1913, le premier chapitre est achevé. Mais dès 1914, Maran est ralenti par une charge de travail supplémentaire et une dépression. Dans une lettre de mars 1915 à son ami Manoel Gahisto, Maran décrit l'avancée du roman : « Tous les chapitres étant esquissés, j'essaie de m'inviter au travail. Malheureusement, le travail me dégoute. » Il estime néanmoins qu'un mois de vacances en métropole lui suffirait pour achever Batouala. L'année 1915 le voit retrouver son rythme de travail. Maran affirme travailler « comme un bénédictin », et, le 4 novembre, estime à une semaine le temps restant pour la rédaction du second chapitre. Le 11 décembre, il s'attaque au troisième chapitre. La conception de Batouala connait une inflexion entre 1914 et 1916. Bien que fonctionnaire efficace et dévoué, Maran subit des injustices liées à sa couleur de peau. Il mesure le changement de comportement des colons blancs à l'égard des indigènes, ceux-ci participant à l'effort de guerre. Dans sa correspondance, il opère une distinction entre ses amis écrivains blancs et les colons qu'il côtoie aux colonies. Dans une lettre datée du 11 mai 1917 adressée à Léon Bocquet, il estime avoir « presque fini de mettre au point ce fameux Batouala ». En poste à Fort-Crampel, en Oubangui-Chari, il continue à travailler à son ouvrage. Le 13 juillet 1917, il écrit à Gahisto qu'il lui enverra le manuscrit une fois les trois derniers chapitres terminés. Un an plus tard, le 11 novembre 1918, il écrit avoir relu Batouala « d'un bout à l'autre » et semble satisfait de son ouvrage, disant même de lui qu'il « n'est pas ennuyeux ». La fin de la guerre lui permet d'achever le roman, qu'il termine en 1920. Le 15 mai 1921, Maran signe avec Albin Michel le contrat d'édition de Batouala, tiré à 5 000 exemplaires.
René Maran effectuera une réécriture du roman qui fera l'objet d'une nouvelle édition, publiée en 1938 également chez Albin Michel. Cette réécriture consiste en modifications d'ordre stylistique et littéraire. L'ajout le plus important est celui d'un chapitre entièrement consacré au personnage de Yassigui'ndja.

### Titre et sous-titre
Le titre du manuscrit et du tapuscrit du roman est Batouala, le mokoundji,, précision qui n'est pas conservée à l'édition.
Dès le tirage d'origine, Batouala porte un sous-titre : Véritable roman nègre, qui apparait seulement en page de titre, puis est ajouté à la couverture après l'attribution du prix Goncourt au roman. Dans les éditions suivantes, le sous-titre disparait de la couverture mais demeure sur la page de titre, avant d'en être finalement retiré dans l'édition de septembre 2021.

Les origines de ce sous-titre restent discutées. En effet, l'expression est absente du manuscrit et du tapuscrit du roman, de même que de la correspondance publiée entre l'auteur René Maran et son agent littéraire Manoel Gahisto. L'universitaire Charles W. Scheel en conclut : 

« Bref, pour l'heure — puisque ni Maran ni son agent littéraire désigné pour la publication de Batouala, Gahisto, ne mentionnent aucun sous-titre dans leurs nombreux échanges — Albin Michel reste le « suspect » numéro 1 dans cette initiative. Et l'autorité de l'éditeur en la matière vient d'être confirmée, puisque dans la réédition récente du roman avec la préface d'Amin Maalouf, le sous-titre a été retiré de la page de titre après un siècle de présence exactement, ainsi que toute mention de « nègre » en quatrième de couverture. »

## Réactions à l'attribution du prix Goncourt

### Réactions des critiques
Le 15 décembre 1921, le prix Goncourt est attribué à Batouala.
Certains critiques littéraires se montrent rapidement en désaccord avec le choix de l’académie, estimant que Maran ne mérite pas le prix.
Un premier ensemble de critiques est relatif au supposé manque de qualités littéraires du roman. L'écrivain et critique Edmond Jaloux, qui avait défendu Les Nocturnes de Georges Imann, reproche ainsi à Maran de prendre la place d’auteurs plus méritants, tels François Mauriac, André Gide ou Jean Giraudoux. Il considère que Batouala est un roman « profondément médiocre, pareil à cent livres qui paraissent chaque année » et destiné à être rapidement oublié de par son manque de qualités littéraires. Jaloux attaque le style de Maran, qualifié de « naturalisme puéril » et estime que l’académie Goncourt l’a choisi pour son sujet exotique plus que pour sa manière de l’aborder, celle-ci n’ayant rien de nouveau. Jaloux décrit le roman comme « une série de peintures de mœurs que termine un accident ».
D’autres critiques estiment que pareil prix littéraire ne devrait pas être donné à un ouvrage critiquant, dans sa préface ainsi que dans deux chapitres, la politique coloniale française en Afrique subsaharienne. Henry Bidou est de ceux-là. Il estime que Maran effectue des généralisations discutables en imputant à tous les officiers français les comportements de quelques-uns. De plus, il considère que la civilisation a un prix, compensé par les bénéfices de cette dernière. Selon lui, Maran n’évoque pas les avantages liés à la colonisation. Une autre critique de Bidiou à Maran, recoupant ce qu’a pu en dire Jaloux, porte sur la raison de la nomination. Pour Bidou, Batouala a trouvé le succès plus grâce à un engouement pour le roman colonial que pour ses propres qualités littéraires. Le style de Maran est attaqué : « La description des mœurs est souvent amusante, mais ne dépasse pas en mérite celle qu’on rencontre dans tant de récits de voyageurs qui n’ont jamais prétendu à l’honneur des lettres. Et quant à la forme, elle est sans valeur littéraire. »
D’autres, enfin, trouvent paradoxal que le Goncourt récompense un produit de l’acculturation et de la mission civilisatrice attaquant cette même mission. Cette position constitue plus une défense de l’humanisme colonial que d’une attaque formelle contre Batouala. La notoriété acquise par Maran met en lumière les méthodes de l’entreprise coloniale française et pousse à l’investigation dans d’autres colonies.
Le roman a permis d’aiguiser l’intérêt d’intellectuels et journalistes métropolitains pour les conditions de vies dans l’empire français. André Gide est l’un d’eux. L’auteur des Nourritures terrestres publie en 1927 Voyage au Congo, récit d’un périple effectué en 1925 en Afrique-Équatoriale française. Il y vérifie et confirme les assertions de Maran. Il publie dans La Revue de Paris des articles concernant les conditions de vies des colonisés. Le Petit Parisien envoie à son tour en Afrique Albert Londres, qui publie à son retour en 1929 Terre d'ébène, ouvrage bien plus critique que celui de Gide. Après eux, plusieurs autres reporters sont envoyés pour vérifier leurs dires.

### Les Noirs dans la première guerre mondiale

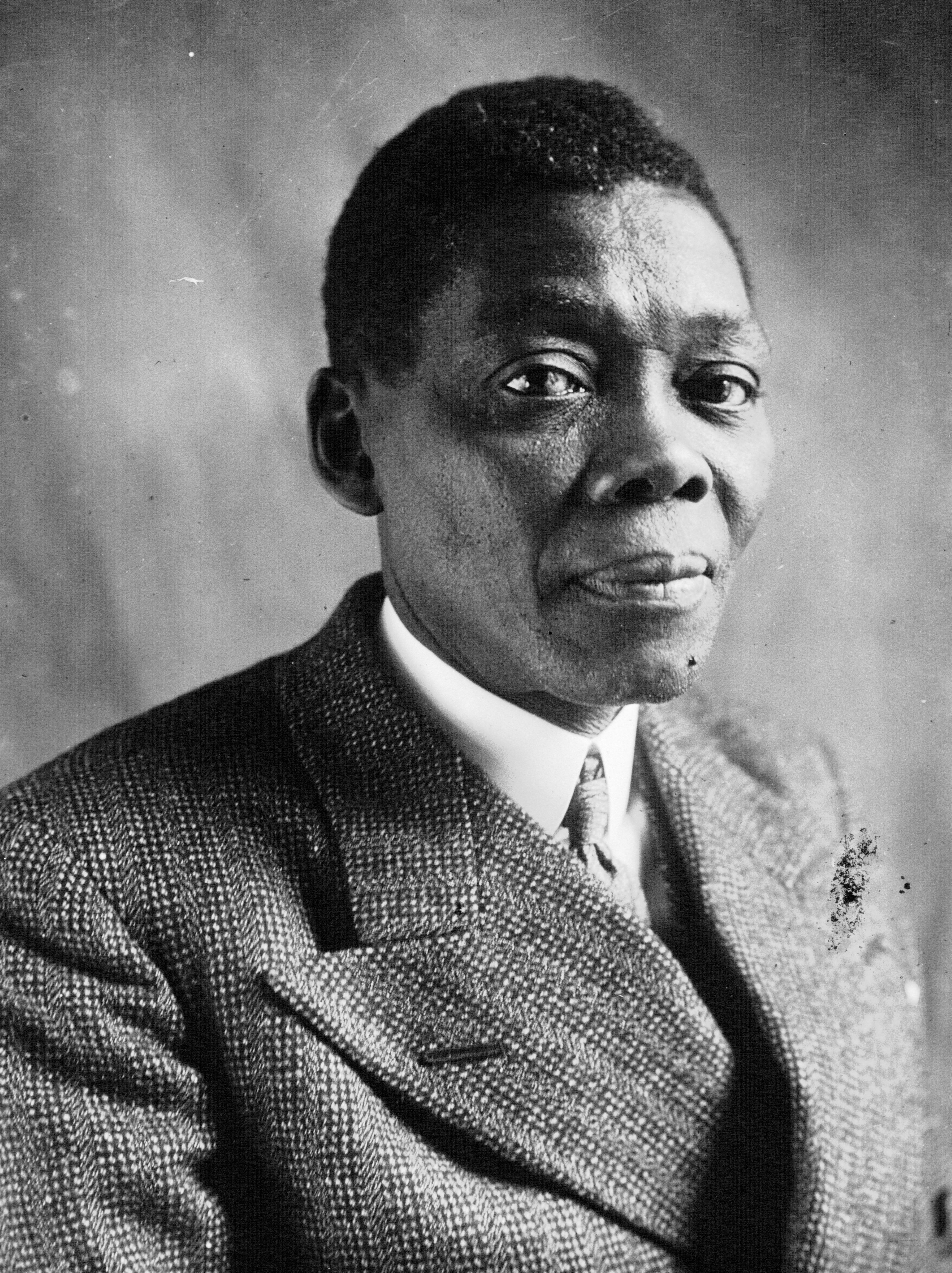
Blaise Diagne, alors député du Sénégal, en 1933.

Batouala reçoit le prix Goncourt dans un contexte français favorable aux mouvements noirs du fait de la forte implication des troupes noires dans la Première Guerre mondiale. Afin de limiter le recours à la conscription en métropole, des troupes noires sont déployées en Europe. La France recrute près de 7 % de ses troupes dans ses colonies. Près de 600 000 Africains sont mobilisés, en majorité issus du Maghreb ou de l'Afrique-Occidentale française. Les colonies africaines servent à la France de réserve en hommes. Afin d’inciter à l’engagement, des conditions avantageuses sont mises en place et renforcées en 1918 : les conscrits bénéficient d’exemptions fiscales, d’un emploi garanti au retour du front, de droits spéciaux pour leurs familles et, sous certaines conditions, peuvent recevoir la citoyenneté. À ces conditions s‘ajoute l’espoir d’ascension sociale : la nomination de Blaise Diagne, député noir, né au Sénégal et directeur de Cabinet de Clemenceau, pousse à l’engagement. L’homme est responsable de la mission Diagne. Cette politique a des effets pernicieux sur place. La conscription prive les colonies d’hommes jeunes en âge de travailler et de payer des taxes. Ce fait s’ajoutant au retour des premiers combattants et corps mutilés, des révoltes éclatent et certains fuient vers des territoires hors de l’autorité française.

### Le premier Congrès panafricain (février 1919)

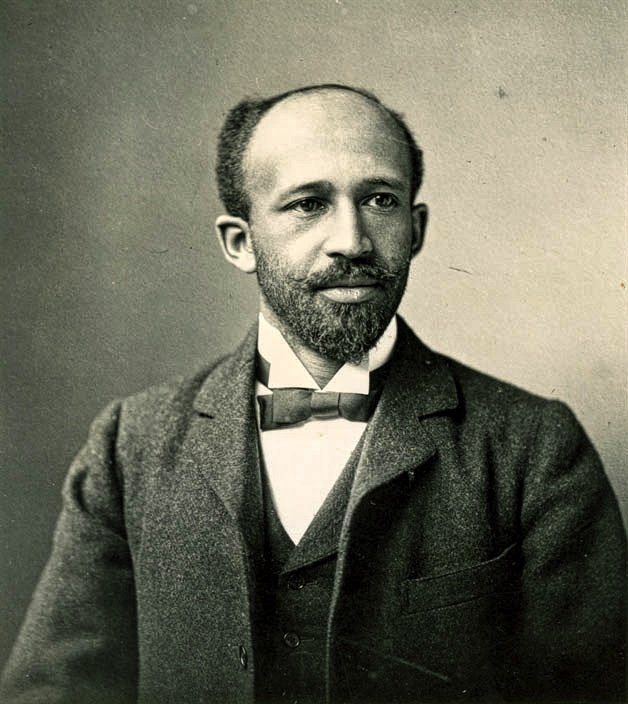
William Edward Burghardt Du Bois.

Le contexte français est aussi favorable aux mouvements noirs du fait de l’implication de la France dans l’organisation du premier Congrès panafricain. Le XXe siècle voit émerger la question des conditions de vie des Noirs. Aux États-Unis, la National Association for the Advancement of Colored People voit le jour en 1909, précédée par d'autres mouvements. Ces mouvements, menés par des intellectuels tels W. E. B. Du Bois, intellectuel militant pour les droits civiques, visent à améliorer les conditions de vie des Noirs en s'appuyant sur la bourgeoisie progressiste blanche. Cette stratégie n'ayant mené qu'a l'échec, Du Bois oriente son combat vers la défense des Noirs africains et contre l'exploitation de l'Afrique par les puissances occidentales. Pour ce faire, il veut organiser une conférence panafricaine, celle ci devant se tenir le même jour que la conférence de paix de Paris. Une pétition pour les droits des Noirs doit être remise aux membres de cette dernière. La France voit dans ce congrès une opportunité de défendre les bienfaits de sa mission civilisatrice et autorise sa tenue les 19 et 21 février 1919, à Paris. Cette opportunité permet au gouvernement de montrer sa bonne volonté tout en contrôlant les débats. Le représentant de l'État français et président du congrès est Blaise Diagne, député noir d'origine sénégalaise. Les revendications sont modérées : le droit à l'éducation et à la propriété foncière pour les Noirs africains, l'abolition de l'esclavage et du travail forcé. La modération de ces requêtes tient à l'absence de critique de fond du colonialisme français, orientation probablement influencée par la présence de Blaise Diagne. Jessie Fausset, essayiste présente au congrès, rapporte l'impression générale quant à la position de Diagne. Ce dernier est présent pour éviter la montée d'une critique radicale des empires coloniaux, en particulier du Congo belge. Une incompréhension s'installe entre Afro-Américains et Noirs français, due aux pressions différentes subies par ces deux groupes. Les Noirs américains subissent un régime de ségrégation raciale tandis que leurs homologues français, bien que connaissant des discriminations raciales, ont la possibilité de s'intégrer par l'assimilation. Des députés comme Diagne estiment que le système français reconnait ses troupes noires, plus que les autres puissances occidentales. L'usage de célébrations pour valoriser l'empire et sa mission civilisatrice ne s'arrête pas au Congrès panafricain : il est réitéré en 1922, à l'exposition coloniale de Marseille ainsi que le 15 décembre 1921. La réception du Goncourt par Maran n'est donc pas sans lien avec le climat politique, culturel et intellectuel déclenché par le Congrès panafricain.

## Batoualaet son temps

### Maran, précurseur de la «négritude»?
La négritude est un mouvement intellectuel qui apparut dans l'entre-deux-guerres sous l'impulsion de personnalités comme Aimé Césaire ou Léopold Sédar Senghor avec l'influence notable de la renaissance de Harlem. Senghor dit à propos de la négritude qu'elle est « l'ensemble des valeurs culturelles du monde noir, telles qu'elles s'expriment dans la vie, les institutions et les œuvres des Noirs
 » et fait de Maran  un précurseur lorsqu'il rédige l'article « René Maran précurseur de la Négritude » en 1964 à la demande de Présence africaine et de la veuve de l'auteur de Batouala, Camille Maran. De plus, Senghor affirme : « Après Batouala, on ne pourra plus faire vivre, travailler, aimer, pleurer, rire, parler les Nègres comme les Blancs. Il ne s’agira même plus de leur faire parler "petit nègre", mais wolof, malinké, ewondo en français ». En effet, Maran cherche à y décrire la vie africaine sans exotisme tout en ayant pour personnage principal un chef noir. Il déclare à son ami Manoel Gahisto, dans plusieurs lettres écrites lors de la réaction de Batouala, sa volonté d'écrire avec un réel souci d'authenticité sur les coutumes et réalités africaines. Il écrit ainsi dans une lettre de 1914 qu'il veut « que Batouala soit, aussi exactement que possible, la reconstitution de la vie d'un nègre en général, et d'un chef en particulier ».
Janheinz Jahn conteste cette influence de Maran à travers la position qu'a l'auteur de Batouala vis-à-vis des femmes noires par exemple. Ainsi, dans une autre lettre adressée à Gahisto, Maran écrit : « Je suis un délicat, un rêveur, un sentimental. Je ne pourrai donc jamais comprendre ni jamais aimer la femme indigène, inerte et simple réceptacle de spasmes désenchantés. Hélas ! » Il témoigne encore de son éloignement des femmes noires dans Les Œuvres libres : « Je pense et vis à la française. La France est ma religion. Je ramène tout à elle. Enfin, hormis la couleur, je me sais Européen. En conséquence, je ne peux et ne dois songer à me marier qu'avec une Européenne. » Senghor lui-même, dans l'unique numéro de L'Étudiant noir, bien moins connu du grand public et écrit dans un contexte bien différent que son texte de 1964, conteste à Batouala son sous-titre de « véritable roman nègre », qu'il préfère attribuer à un autre roman de Maran, Le Livre de la brousse. Par ailleurs, on peut considérer que l'intérêt de Senghor pour René Maran est moins dû à son œuvre littéraire qu'à son parcours comme écrivain noir, ayant réussi à s’imposer dans le milieu littéraire et intellectuel français des années trente à travers son prix Goncourt. Enfin, malgré sa volonté d'authenticité, Maran révèle, à travers Batouala, un certain mépris pour les coutumes locales qu'il désacralise par un regard extérieur et profondément[non neutre] européen[réf. souhaitée].

### Maran, critique de la colonisation
Cette ambiguïté se retrouve aussi dans sa critique particulière de la colonisation. Batouala, dans sa préface, condamne les excès de la politique coloniale. On peut l'y voir par exemple parler les propos du ministre de la Guerre d'alors, André Lefèvre, qui compare les comportements de certains fonctionnaires français en Alsace-Lorraine avec la situation au Congo français, ce qui montre pour Maran « que l'on sait ce qui se passe en ces terres lointaines et que, jusqu'ici, on n'a pas essayé de remédier aux abus, aux malversations et aux atrocités qui y abondent ». Dans le chapitre 5, il est aussi question du déséquilibre en défaveur des noirs de l’impôt, du portage, du débroussaillage des routes ainsi que de l'exploitation du caoutchouc. Toutefois, Maran confie le soin de réparer ces torts à la métropole, sans remettre en cause la nature même de la colonisation : « C'est à redresser tout ce que l'administration désigne sous l'euphémisme "d'errements" que je vous convie. La lutte sera serrée. Vous allez affronter des négriers. Il vous sera plus dur de lutter contre eux que contre des moulins. Votre tâche est belle. À l'œuvre donc, et sans plus attendre. La France le veut !. » Maran oppose alors les négriers, les esclavagistes ou les Français recourant au travail forcé à ses « frères de France, écrivains de tous les partis » en la générosité desquels il a foi. Critique de la colonisation, Maran reste proche de ses pairs lettrés de France. Il défend la justesse du maintien des colons sur place lors du début de la première guerre mondiale et déclare que « l'abandon momentané de la colonie aurait produit les plus fâcheux effets sur les indigènes. Plus tard, il aurait fallu reprendre à pied d'œuvre tout ce qu'on a eu tant de peine a étayer au cours de longues années. II aurait fallu tout recommencer. Ces peuplades, qui sont toutes encore foncièrement anthropophages, oublient vite. Absents les chats, les souris seraient vite revenues à leurs anciens errements. Et cela eût été désespérant de recommencer ce qui avait été, fait, et bien fait… ». Maran est aussi un auteur « assimilé » qui temporise sur ses critiques du système.

#### Éditions
- René Maran, Batouala, Batouala, Albin Michel, 1921, 189 p.
- René Maran (préf. Josiane Grinfas), Batouala, Magnard, 2002, 205 p. (ISBN 9782210754508)
- René Maran (préf. Amin Maalouf), Batouala, Paris, Albin Michel, 2021, 272 p. (ISBN 9782226463432, lire en ligne)

#### Livres
- « René Maran revisité », Présence africaine, nos 187-188,‎ 2013, p. 95-259. 12 articles consacrés à Maran.
- René Maran, Batouala, Paris, A. Michel, 1921 (OCLC 802868530, BNF 30875366).
- Régis Antoine, La Littérature franco-antillaise, Paris, Karthala, 1992.
- Charles Onana, René Maran : le premier Goncourt noir, 1887-1960, Paris, éditions Duboiris, 2007.

#### Articles
- Henry Bidou, « Parmi les livres », La Revue de Paris,‎ janvier 1922, p. 400 (lire en ligne)
- Edmond Jaloux, « La Vie littéraire : Le Prix Goncourt et le Prix « Vie heureuse » », La Revue hebdomadaire, vol. 31, no 1,‎ 7 janvier 1922, p. 106-111 (lire en ligne).
- (en) Chidi Ikonné, « René Maran, 1887-1960 : A Black Francophone Writer between Two Worlds », Research in African Literature, vol. 5, no 1,‎ 1974, p. 5-22 (lire en ligne).
- (en) Alice J. Smith, « René Maran's Batouala and the prix Goncourt », Contributions in Black Studies. A Journal of African and Afro-American Studies,‎ 2008 (lire en ligne).
- Jean Khalifa, « Naissance de la négritude », Les Temps modernes,‎ 2009, p. 38-63 (lire en ligne).
- Elsa Geneste, « Autour de Batouala de René Maran : réflexions sur quelques formulations racistes et antiracistes du mot « nègre » », Nuevo Mundo Mundos Nuevos,‎ 15 novembre 2010 (lire en ligne)
- Boniface Mongo-Mboussa, « René Maran, Léopold Sédar Senghor : Une relecture », Présence africaine, nos 187-188,‎ 2013, p. 245-251 (lire en ligne)
- Charles W. Scheel, « René Maran : genèses de la première édition (1921) de Batouala, véritable roman nègre, et de sa préface », Continents manuscrits,‎ 2021 (lire en ligne)